# 庭田神社

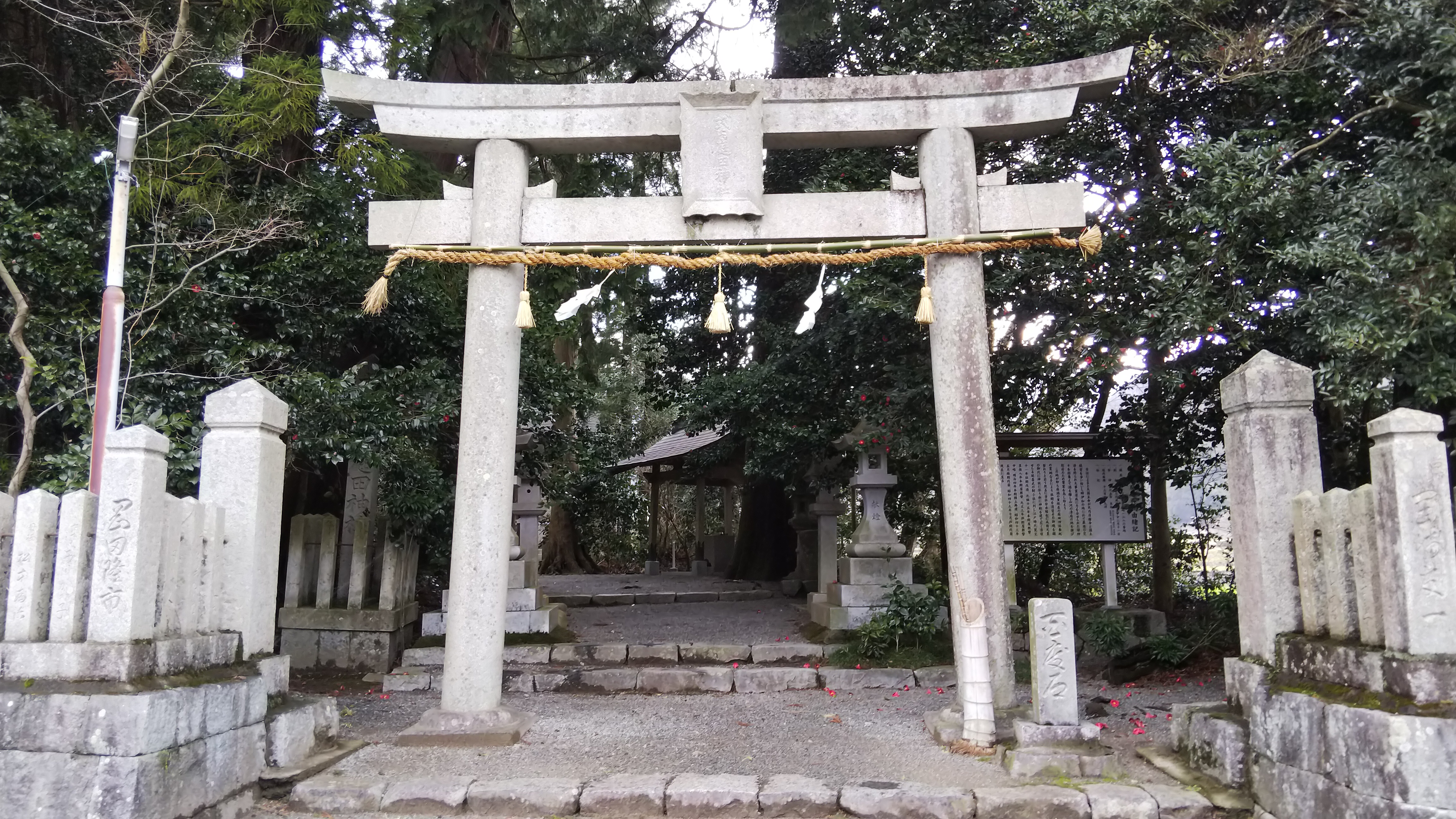
鳥居

庭田神社（にわたじんじゃ）は、兵庫県宍粟市にある神社。式内小社で、旧社格は村社。

## 歴史

### 創建
社伝によると、成務天皇14年（131年）2月11日に神託により神祠を建てたことが創祀とされ、神功皇后期に本殿や諸殿が造営されたという。
『播磨国風土記』によると、伊和大神（大己貴神）が伊和の地で最後の交渉を終え、国造りの大業の達成に力を合わせた諸神々を集め、酒を醸し山河の清庭の地を選び慰労の饗宴を開いたといい、当社は饗宴を開いた山河の清庭であるという。この時非常食として持参した干飯を水で戻した時に一部の飯にカビが生え、酒成分が生じて酒の発見になったことが記されている。

### 概史
延長5年（927年）成立の『延喜式』神名帳では播磨国宍粟郡に「庭田神社」と記載され、式内小社に列している。
寛文11年（1671年）に社殿を修善したが、文久3年（1863年）11月に焼失し、明治4年（1871年）に再建された。明治7年（1873年）2月に村社に列格した。

## 境内

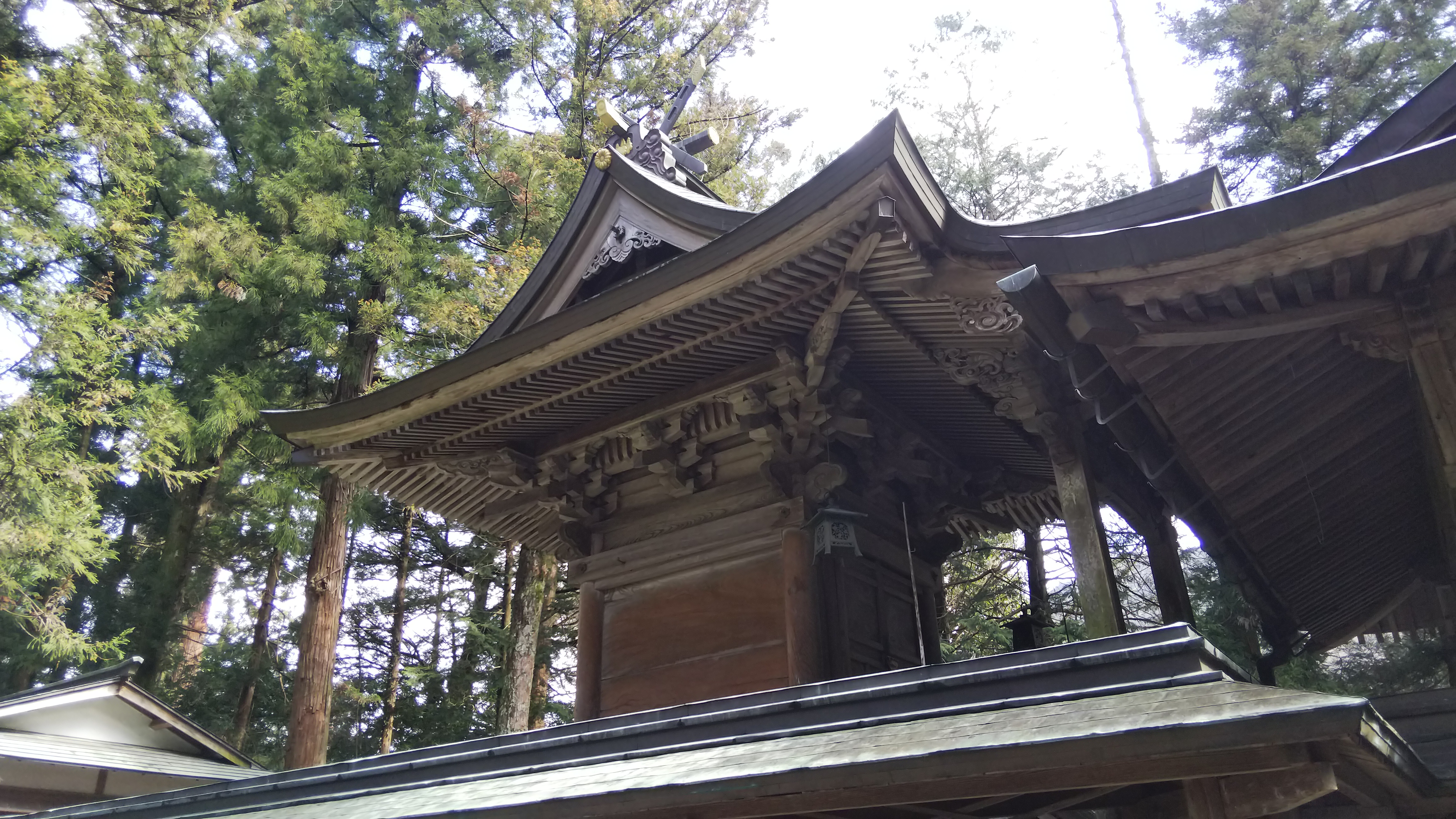
本殿
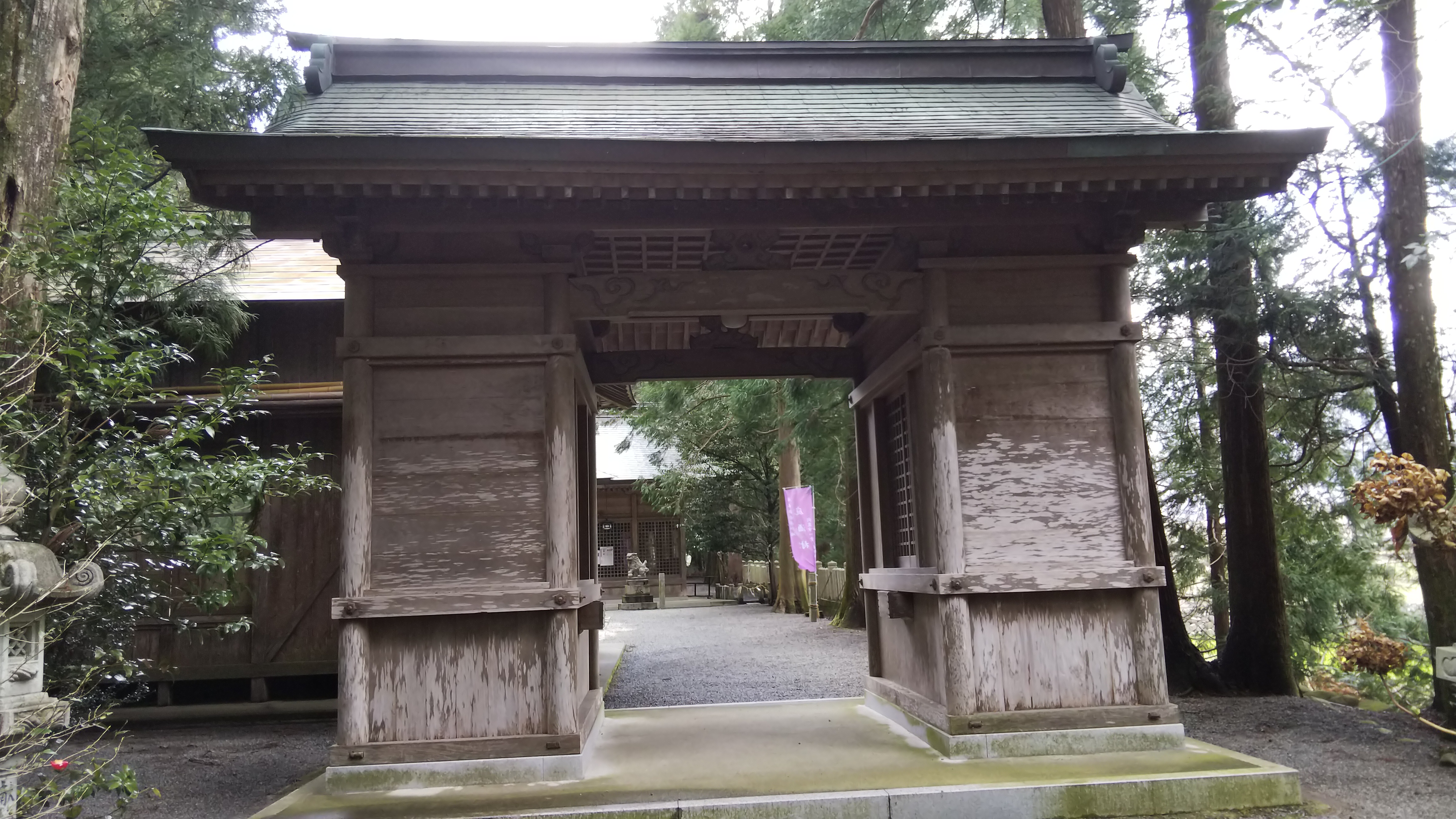
随神門
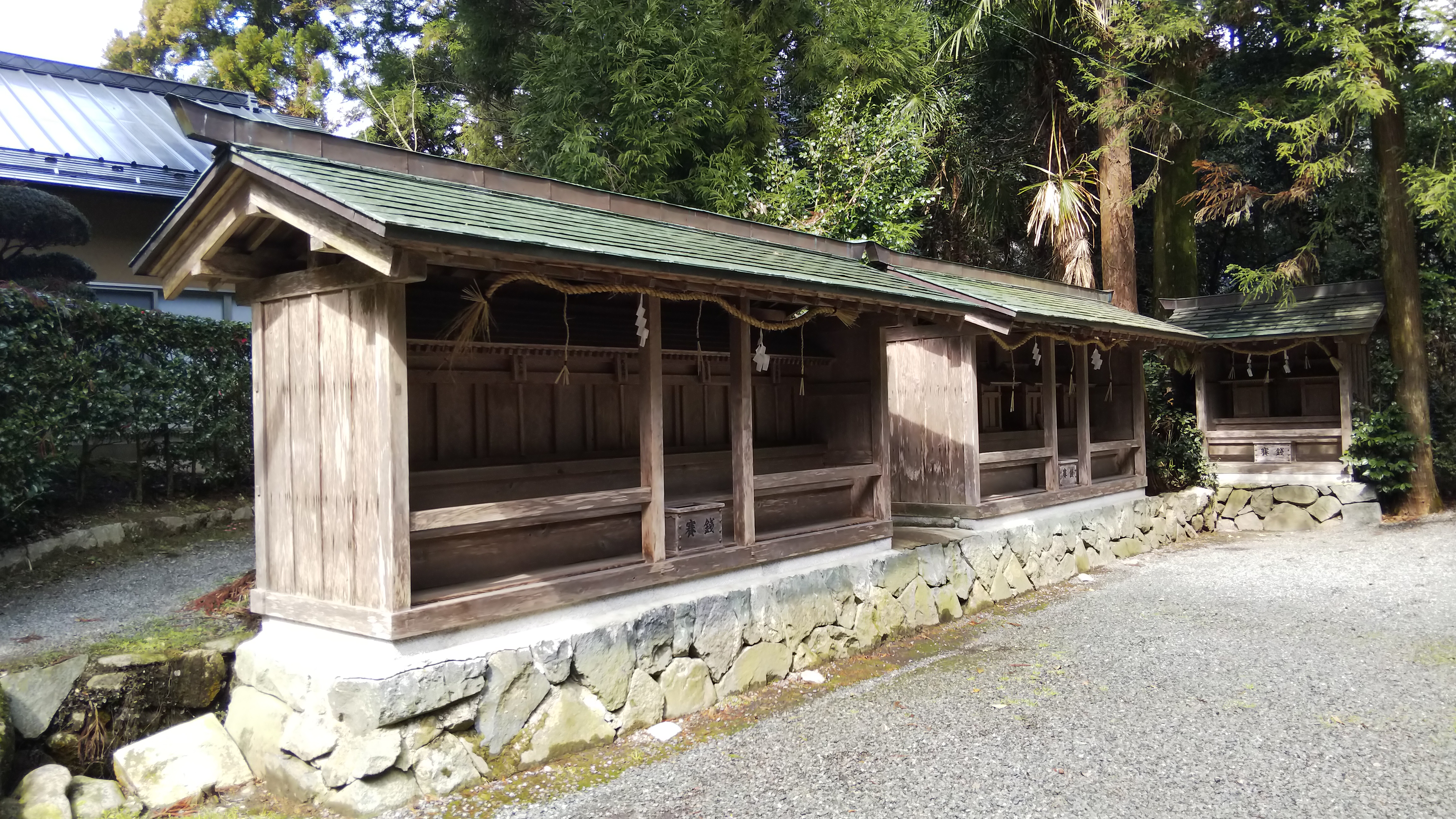
末社
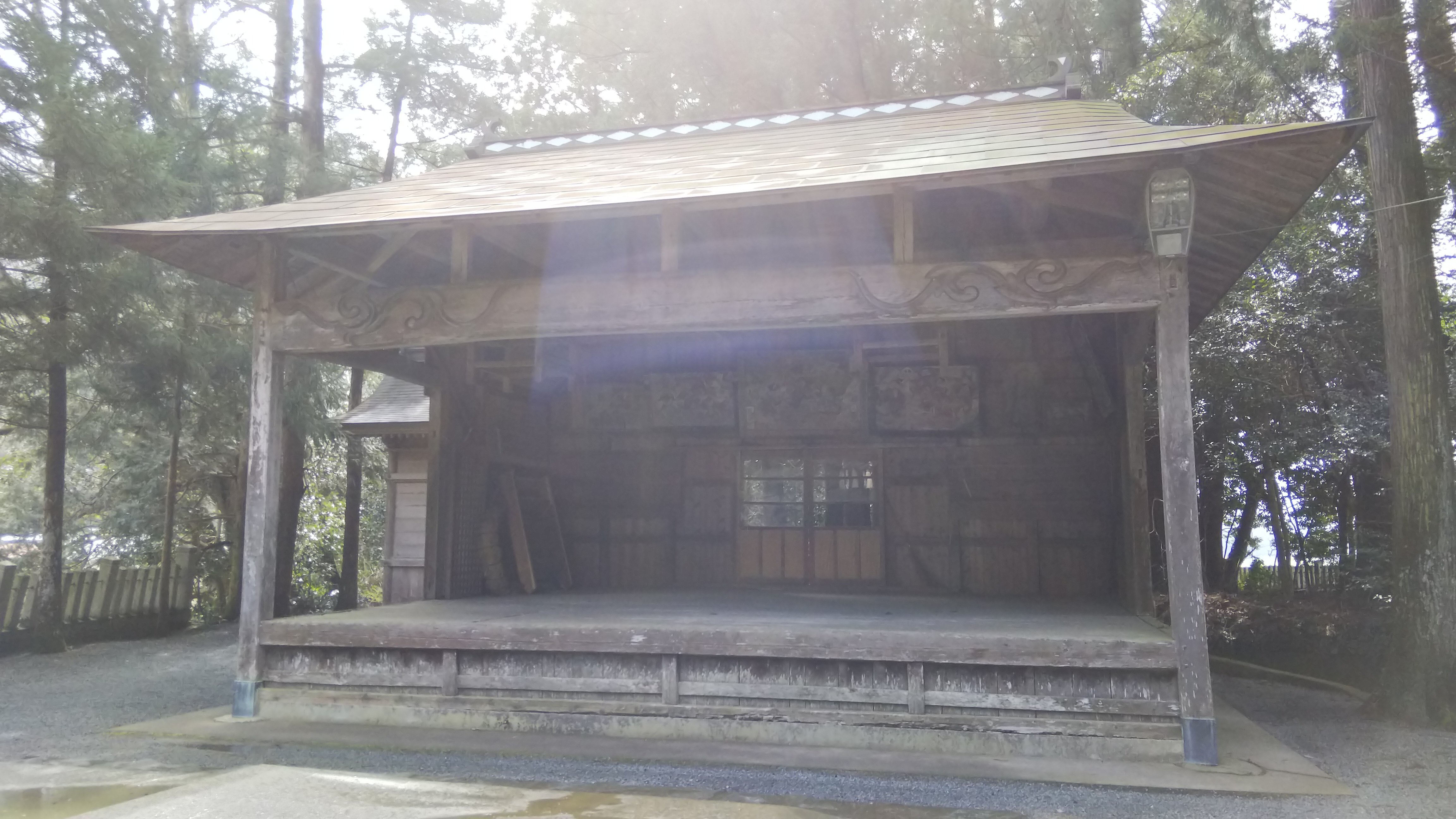
神楽殿
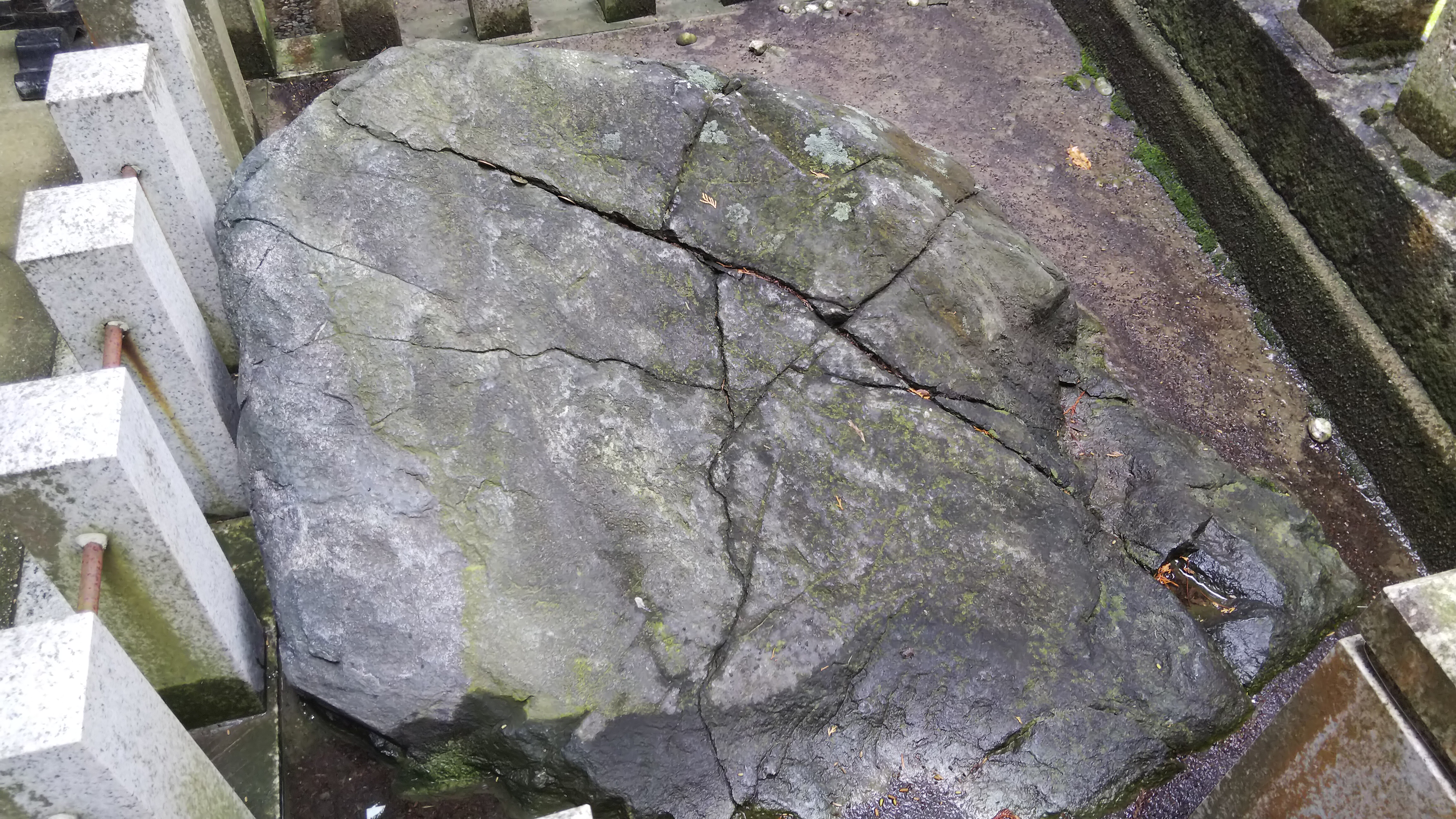
亀石

## 現地情報

### 所在地
- 兵庫県宍粟市一宮町能倉1286

### 周辺
- 伊和神社…南西へ3km